# Гореня Жетина
Гореня Жетина (словен. Gorenja Žetina) — поселення в общині Гореня вас-Поляне, Горенський регіон, Словенія. Висота над рівнем моря: 924,6 м.